# Goethe! (Musical)
Goethe! ist ein deutschsprachiges Musical in zwei Akten von Gil Mehmert (Buch), Frank Ramond (Liedtexte) und Martin Lingnau (Musik). Es basiert auf der Verfilmung Goethe! von Philipp Stölzl. Das Musical wurde am 3. Juli 2021 bei den Bad Hersfelder Festspielen uraufgeführt.

## Inhalt
Er ist einer der bekanntesten Dichter unserer Zeit, Johann Wolfgang von Goethe.
Goethe fällt durch die Juraprüfung und wird vom strengen Vater nach Wetzlar ans Reichskammergericht geschickt. Aufgrund seiner poetischen Texte wird er aber zum Aktensortierer degradiert.
Auf einem Ball verliebt er sich in Charlotte Buff, die älteste von acht Geschwistern.
Sein Vorgesetzter Albert Kestner hält jedoch um die Hand seiner Angebeteten an, auf Drängen ihres Vaters nimmt Charlotte diesen Antrag an, damit die Familie finanziell abgesichert ist.
Es kommt zum fingierten Duell und Kestner sorgt dafür, dass Johann ins Gefängnis kommt. Dort schreibt er ein Gedicht an Lotte.
Sie lässt diese Novelle veröffentlichen als „Die Leiden des jungen Werther“, wodurch Goethes Karriere als Schriftsteller beginnt …

## Kreativteam
| Buch & Regie | Musik          | Songtexte    | Musikalische Leitung | Bühnenbild  | Kostümbild    | Maskenbild              | Choreographie | Lichtdesign      |
| ------------ | -------------- | ------------ | -------------------- | ----------- | ------------- | ----------------------- | ------------- | ---------------- |
| Gil Mehmert  | Martin Lingnau | Frank Ramond | Christoph Wohlleben  | Jens Kilian | Claudio Pohle | Stephanie Hanf, Ute Mai | Kim Duddy     | Michael Grundner |

## Besetzung
|                                          |                                          |                             |
| Besetzung Uraufführung Bad Hersfeld 2021 | Besetzung Uraufführung Bad Hersfeld 2021 | Besetzung Bad Hersfeld 2022 |
| Johann Goethe                            | Philipp Büttner                          | Philipp Büttner             |
| Charlotte Buff                           | Abla Alaoui                              | Irena Flury                 |
| Wilhelm Jerusalem                        | Thomas Hohler                            | Jonas Hein                  |
| Rotschopf                                | Karen Müller                             | Karen Müller                |
| Albert Kestner                           | Christof Messner                         | Christof Messner            |
| Vater Goethe                             | Rob Pelzer                               | Rob Pelzer                  |
| Lottes Vater                             | Detlef Leistenschneider                  | Detlef Leistenschneider     |
| Kammermeier/Mephisto                     | Misha Mang                               | Misha Mang                  |
| Anne Buff                                | Inga Krischke                            | Inga Krischke               |
| Schleyn                                  | Pascal Cremer                            | Pascal Cremer               |
| Borgmann                                 | Florian Minnerop                         | Florian Minnerop            |